# Hiers-Brouage

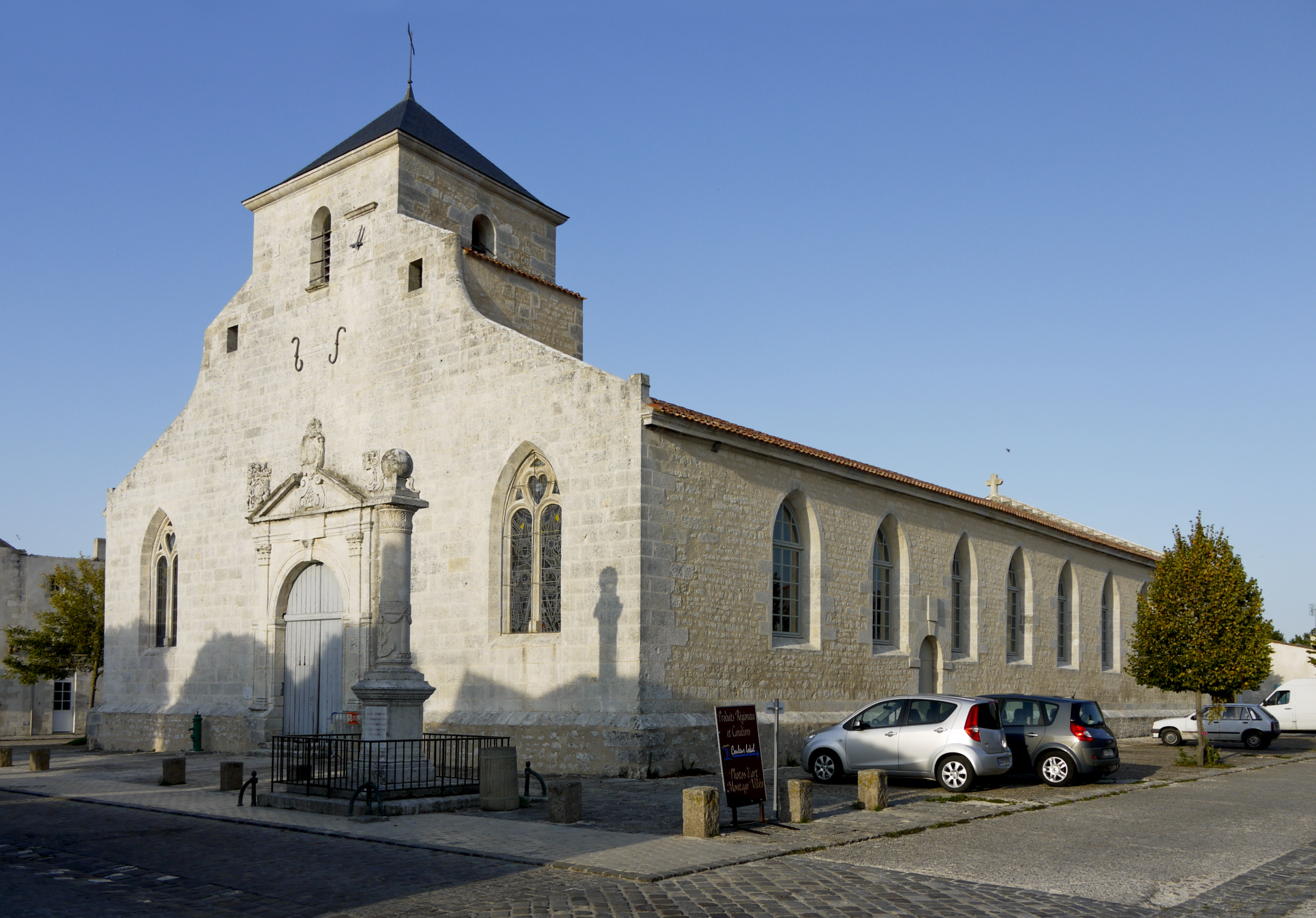
Saint Pierre et Saint Paul

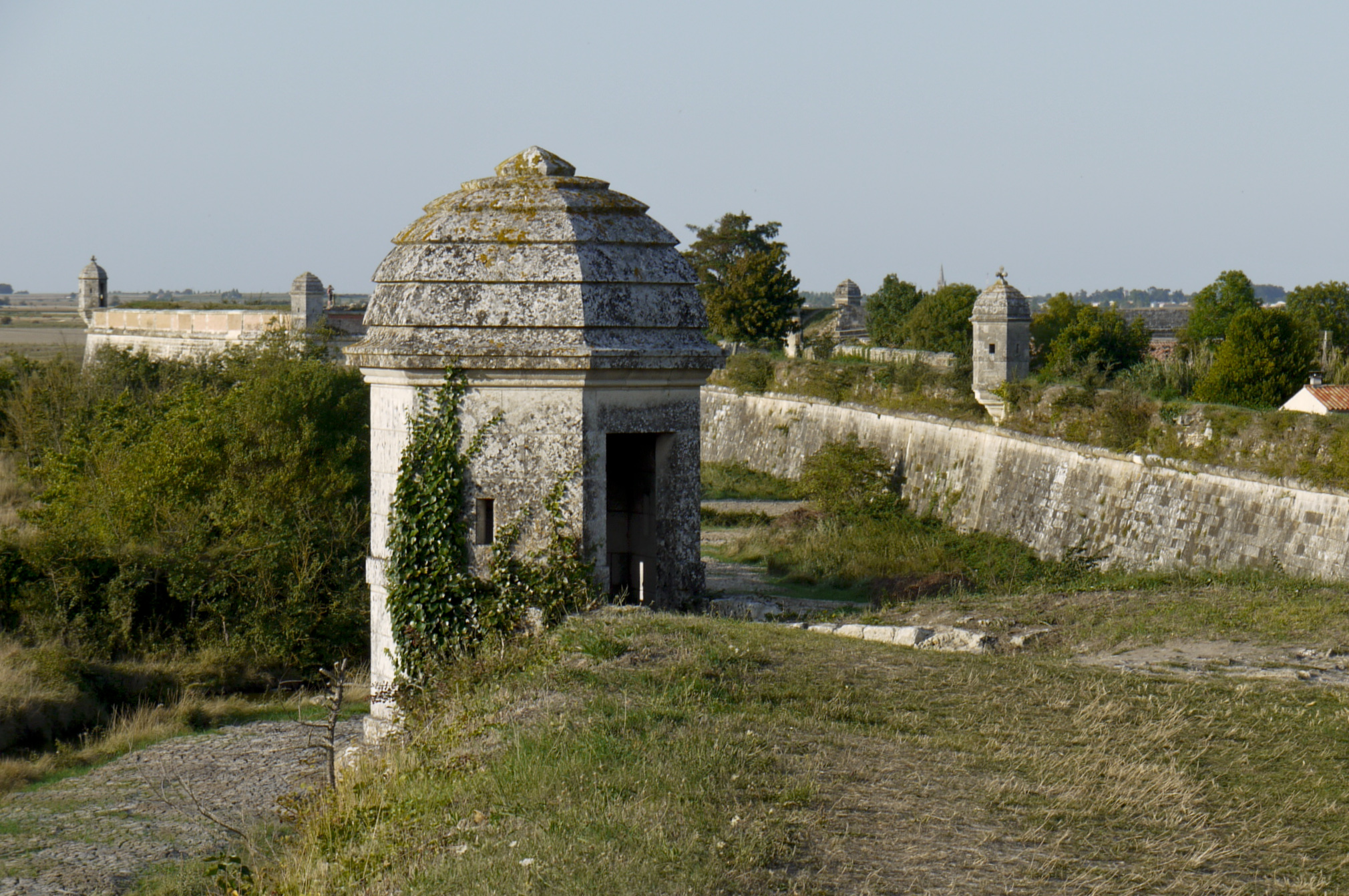
Staden omges av befästningsmurar med vakttorn

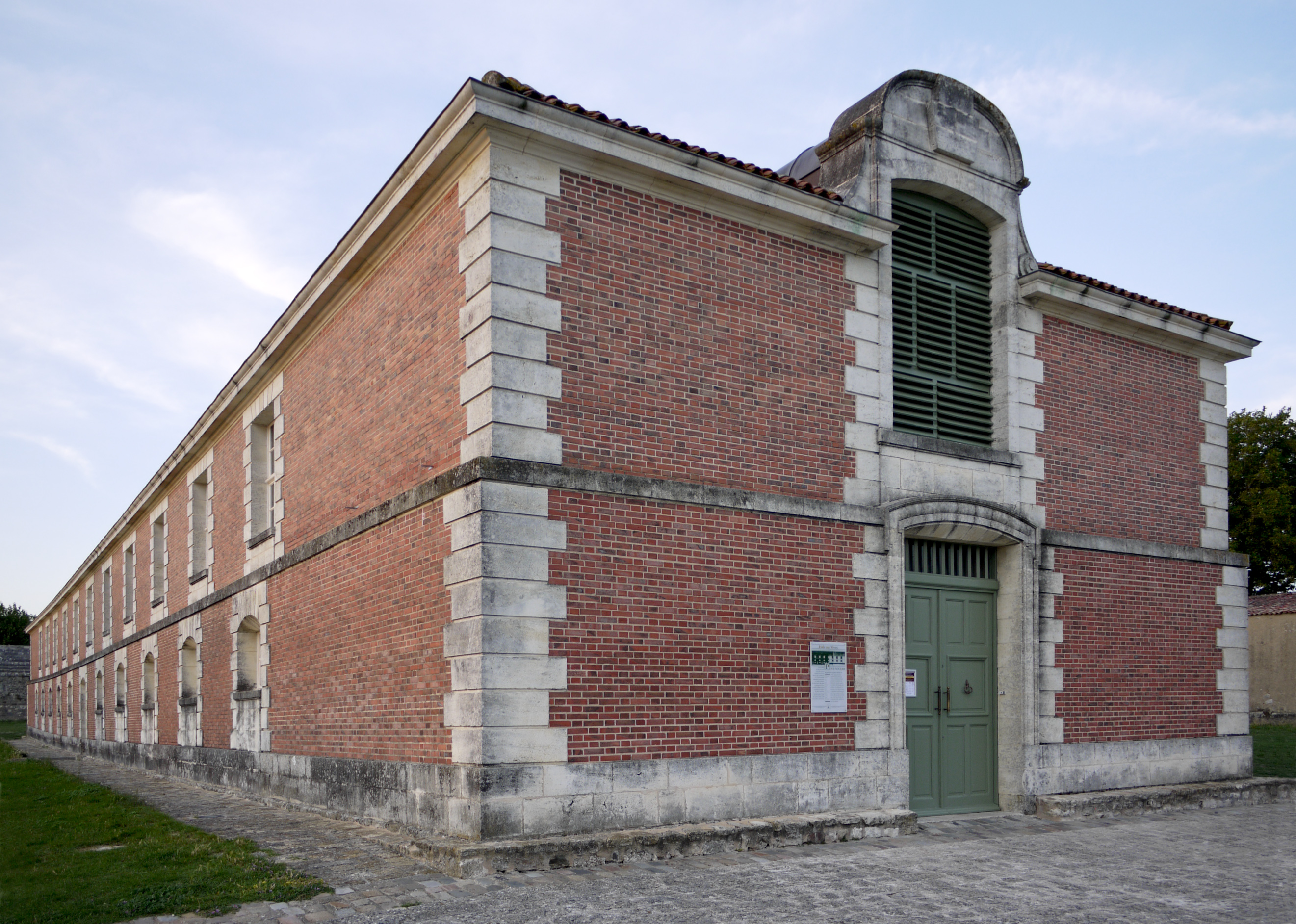
Halle aux Vivres

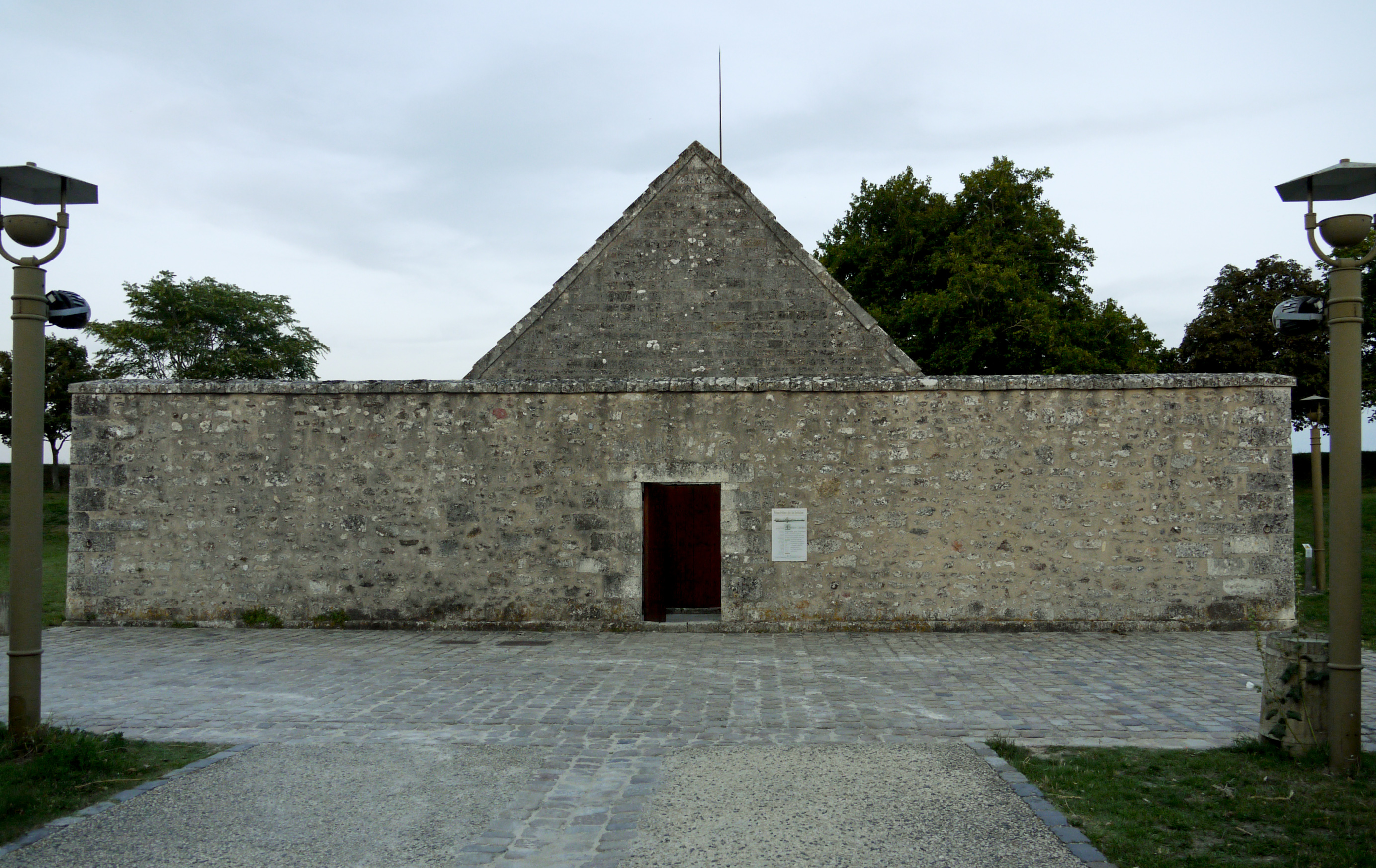
Krutmagasin

Hiers-Brouage är en kommun i  departementet Charente-Maritime i regionen Nouvelle-Aquitaine i sydvästra Frankrike. Kommunen har 639 invånare (2008) och har en yta av 31,35 km².

## Historia
Brouage grundades 1555 av Jacques de Pons vid Biskayabukten mot Atlanten. Ekonomin baserades på salt och på närheten till havet. Mellan åren 1630 och 1640 befästes staden av Kardinal Richelieu som en katolsk bastion med avsikt att föra krig mot den närliggande protestantiska staden La Rochelle. Så småningom slammade hamnen igen i slutet av 1600-talet, och staden blev oanvändbar som hamnstad.
Den mest bemärkta av stadens söner är den franske sjöfararen Samuel de Champlain, som bodde i staden som liten, innan han blev en av grundarna till den franska bosättningen i Acadie (1604–1607) och Québec (1608–1635).
1825 gick Brouage samman med samhället Hiers, 2,5 km därifrån, och bildade kommunen Hiers-Brouage.

## Befolkningsutveckling
Antalet invånare i kommunen Hiers-Brouage
| Referens: INSEE |

## Sevärdheter
- Kyrkan L'èglise Saint-Pierre-et-Saint-Paul, byggd 1608. Seden 1982 har flera kyrkfönster installerats av Québec och New Brunswick för att bevara minnet av historiska personer i Nya Frankrike, däribland Samuel de Champlain som bodde i staden som ung.
- Museet Samuel de Champlain.
- Befästningsmurarna runt staden Brouage.
- Kungl hamnen med tillgång till landnings- och omlastningsplats.
- Saint-Luc kruthus med strävbågar.
- Magasinet Halle aux vivres som användes för att lagra varor och livsmedel för befästningen

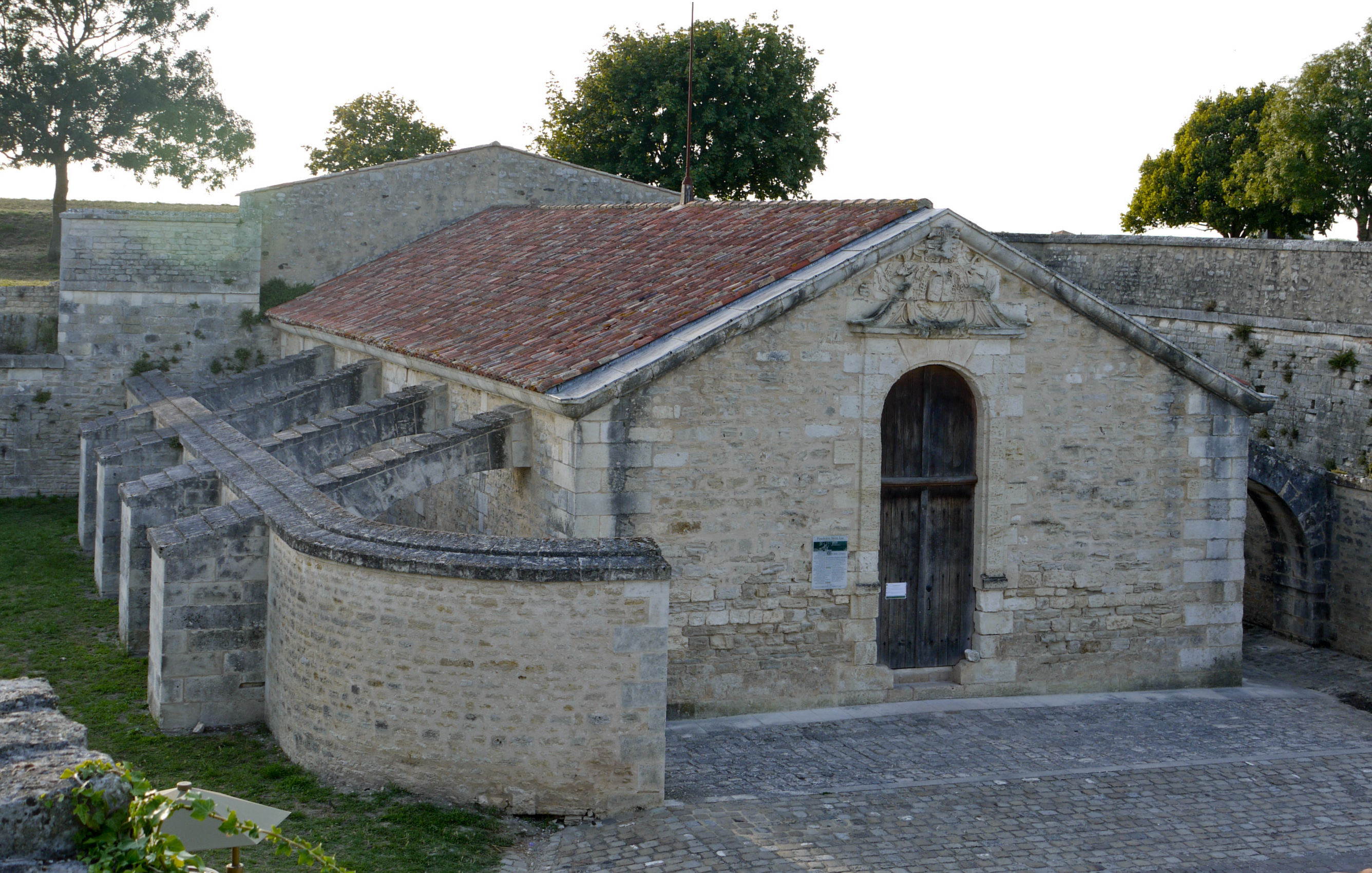
San Luc krutmagasin
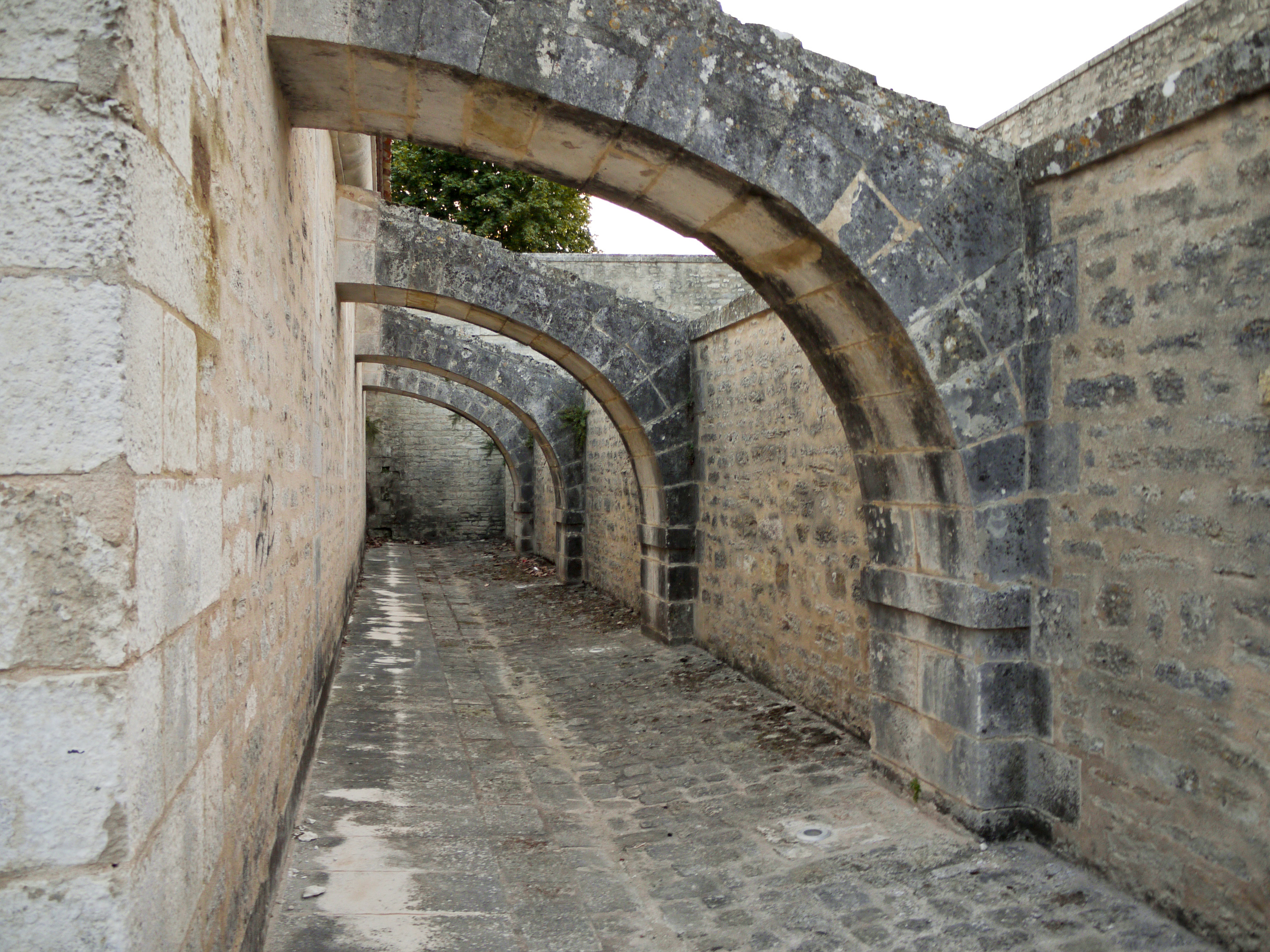
San Luc, kruthusets strävbågar
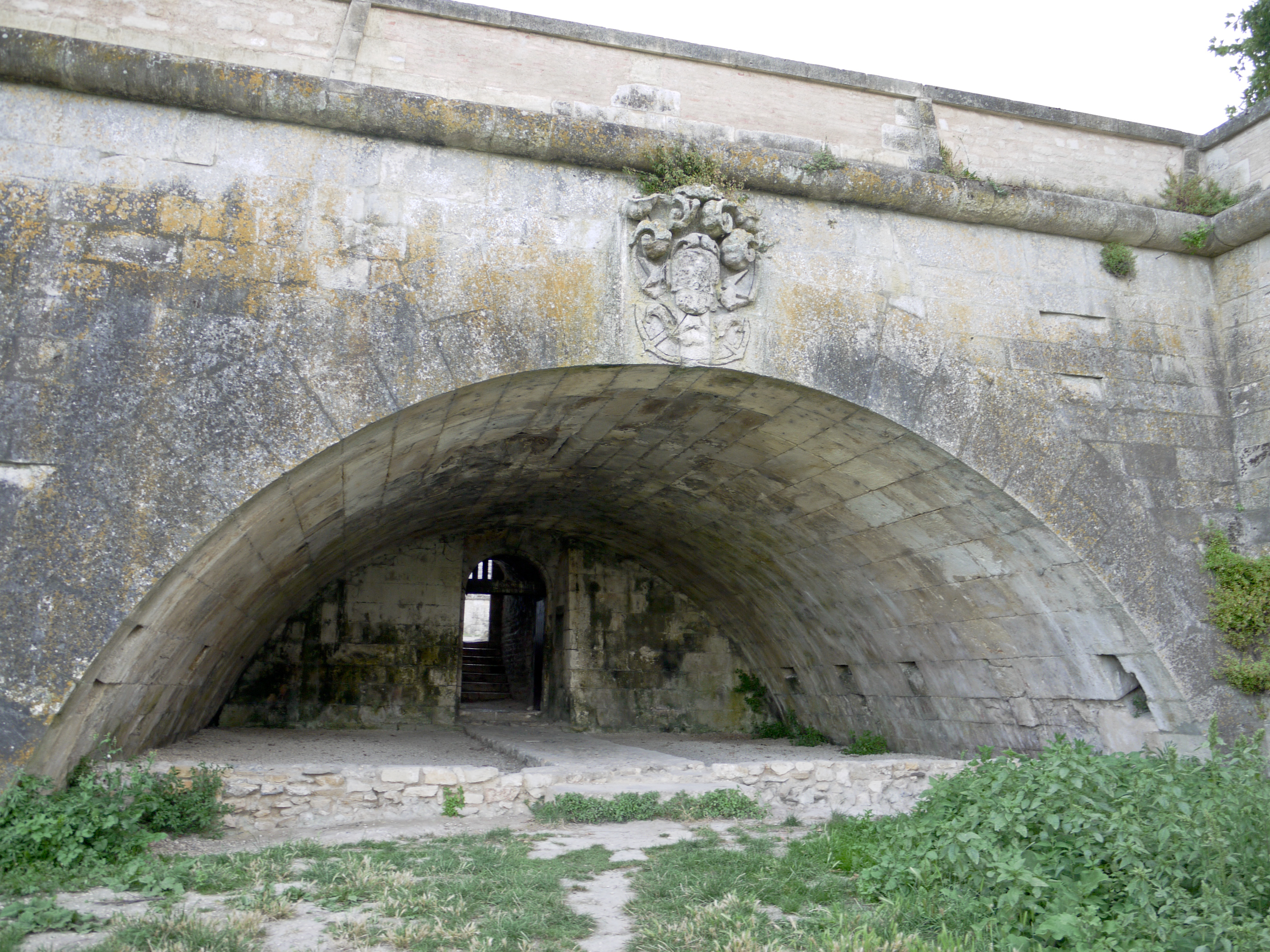
Den skyddade omlastningsplatsen
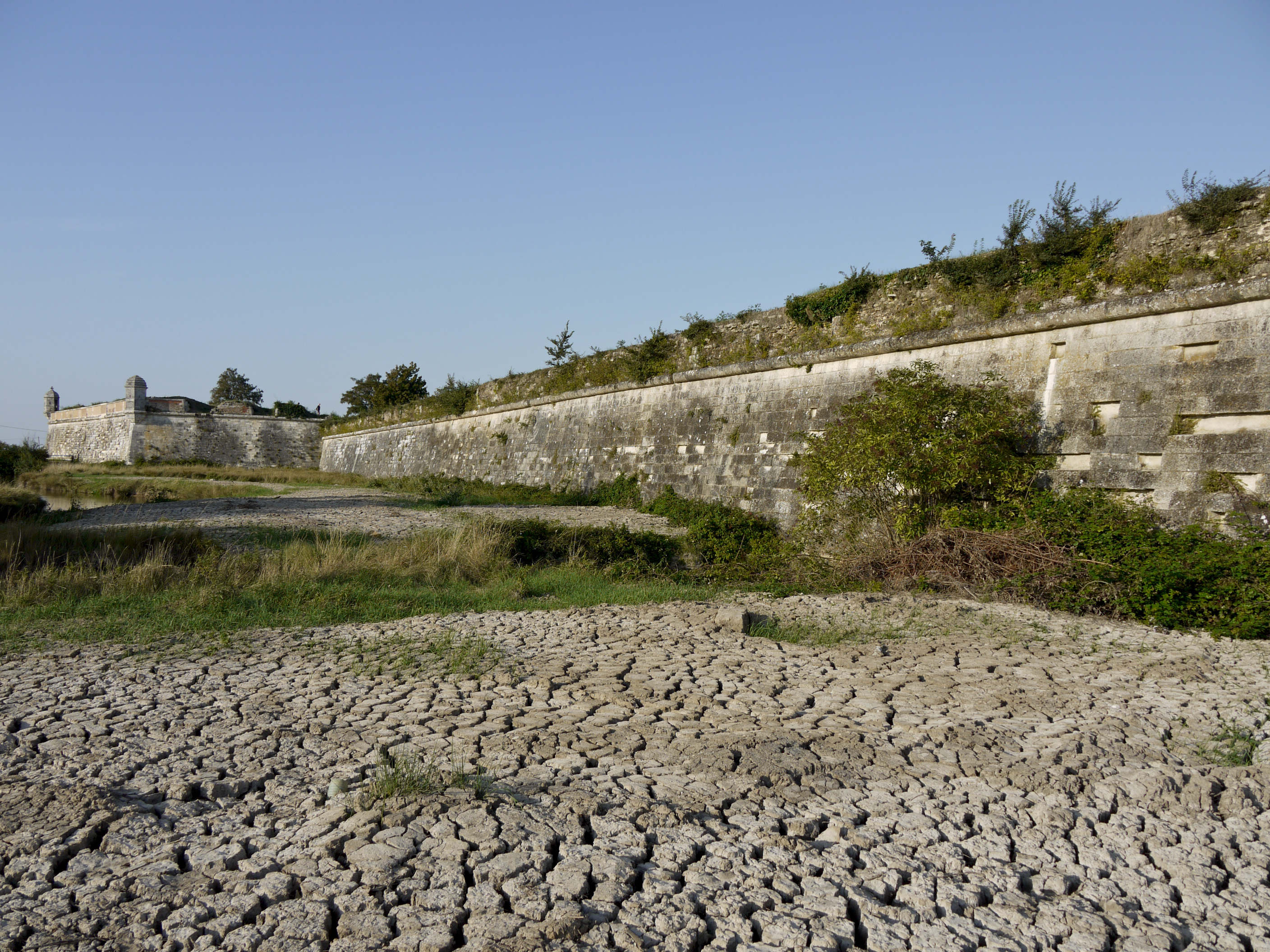
Befästningsmur och den (numera torra) marken utanför